# Ichharam Desai
Pour les articles homonymes, voir Desai.
Ichharam Desai ou Ichharam Suryaram Desai (10 août 1853 à Surate ; 5 décembre 1912) est un anthropologue indien, journaliste et écrivain sous le nom de Shankar.